# نامدر بالا (سياهو)
نامدر بالا (بالفارسية: نامدر بالا) هي قرية تقع في إيران في قسم سياهو الريفي. يقدر عدد سكانها بـ 145 نسمة بحسب إحصاء 2016.